# Жінка-Галк
Жінка-Галк (англ. She-Hulk справжнє ім'я — Дженніфер Волтерс, англ. Jennifer Walters — персонажка Marvel Comics, двоюрідна сестра Брюса Беннера, відомого як Галк. Була створена Стеном Лі та Джо Бушем і вперше з'явилася в The Savage She-Hulk № 1 в лютому 1980 року. Була членкинею різних супергеройських команд, таких як Месники, Фантастична четвірка, Герої з найму, Захисники, Фантастична сила і організація Щ. И. Т. Також є адвокаткою і неодноразово надавала юридичну допомогу іншим супергероям.
Тетяна Маслані виконала роль героїні в серіалі «Вона-Галк», який став частиною кінематографічної всесвіту Marvel.

## Історія публікацій
Жінка-Халк була створена Стеном Лі, який написав про неї лише перший випуск. Вона стала останнім персонажем, створеним Лі для Marvel до повернення до коміксів у 1992 році у випуску Ravage 2099. Причиною створення персонажа став успіх телесеріалів «Неймовірний Галк» (1977—1982) та «Біонічна жінка». Marvel боялися, що творці шоу введуть жіночу версію Галка, як це було зроблено із серіалом «Людина на шість мільйонів доларів», тому видавництво вирішило опублікувати свою жіночу версію персонажа, щоб бути впевненим у тому, що якщо подібний персонаж з'явиться у серіалі, Marvel буде мати права на неї.
Всі окрім першого випуску The Savage She-Hulk були написані Девідом Ентоні Крафтом і намальовані Майком Восбергом, більшість випусків були підписані на Франка Спрінгера. Восберг пізніше зауважив, «Найдивніше в цій книзі, що Франк малював дійсно красивих жінок, я малював дуже красивих жінок, і, тим не менш, Жінка-Галк ніколи не була надто привабливою». Серія Savage She-Hulk тривала до 1982 року і закінчилася на № 25 (березень). Жінка-Халк потім почала з'являтися в коміксах про інших персонажів. З її ранніх пригод в якості запрошеної зірки не було ніякої конкретної сюжетної лінії, крім невдач з автомобілями. Жінка-Галк також з'явилася в обмеженій серії Marvel Super Hero Contest of Champions (червень-серпень 1982 року), в якому безліч супергероїв було викрадено із Землі, щоб боротися у космосі.
Жінка-Галк стає членом Месників у Avengers № 221 (липень 1982 року). У її ранніх виступах у месниках тривали автомобільні проблеми. Жінка-Галк також періодичний з'являлася як гостя у The Incredible Hulk. Її поява в Avengers № 233 (липень 1983) була намальована Джоном Бірном, який пізніше став міцно пов'язаний з персонажем.
Після завершення першого міні-серіалу Secret Wars Жінка-Галк приєдналася до Фантастичної четвірки (Fantastic Four № 265, квітень 1984). Під час перебування її у цій команді вона з'явилася у трьох графічних романах Marvel Graphic Novel № 16: The Aladdin Effect, Marvel Graphic Novel № 17: Revenge of the Living Monolith и Marvel Graphic Novel #18: The Sensational She-Hulk, виданих у 1985 року. Останній, що вийшов у листопаді, був написаний і проілюстрований письменником, який працював у той час над Фантастичною четвіркою, і художник Джоном Бірном.
Жінка-Галк відновила сольну серію в 1989 році в The Sensational She-Hulk (збережено назву останнього графічного роману). Було випущено шістдесят випусків. Бірном були написані та намальовані № 1-8, № 31-46 та № 48-50. У сатиричних історіях Бірна було показано, що Жінка-Галк усвідомлює, що вона є персонажем коміксу. Два випуски протестували межі цензури в коміксах: № 34 робить посилання на обкладинку Vanity Fair 1991, де актриса Демі Мур з'явилася оголеною та вагітною; у випуску № 40 груди і область статевих органів були покриті розмитими лініями, що мають на увазі, що персонаж оголений. У цю серію внесли свій внесок та інші автори, включаючи Стіва Гербера (№ 10, 11, 13-23), Саймона Фурмана та Пітера Девіда.
Під час The Sensational She-Hulk персонаж продовжувала численні появи як гостя. У 1990 році вона з'явилася у двох випусках обмеженої серії She-Hulk: Ceremony.
Серія The Sensational She-Hulk проіснувала до випуску № 60 (лютий 1994), що зробило її на той момент найтривалішою сольною серією про супергероїнію Marvel. Після скасування серії Жінка-Галк продовжила з'являтися у Fantastic Force (починаючи з № 13 у листопаді 1995 року), у мінісеріалі Doc Samson № 1-4 (січень-квітень 1996 року), у Heroes for Hire № 8 та № 19 (лютий 19 та січень 1999) та Avengers. Її наступна поява була в травні 2002 року в одиночному випуску під назвою Thing і She-Hulk: The Long Night.
У травні 2004 року Жінка-Галк отримала нову серію. Незважаючи на сприятливу критику, серія не змогла уникнути низьких цифр від продажів. Marvel закінчили її на випуску № 12 та обіцяли її повторний запуск (як «другий сезон») через вісім місяців. Восьмимісячна перерва згадувалась і в самій історії.
З оригінальною творчою командою (Ден Слотт та Хуан Бобільо) із попередньої серії Жінка-Халк повернулася, як було обіцяно, через вісім місяців у жовтні 2005 року. Третій випуск був оголошений як 100 номер коміксу She-Hulk, там була історія творчості численних художників, у тому числі Восберга. Там не було нових робіт Бушема або Бірна, які були представлені в перевиданнях Sensational She-Hulk № 1 та Savage She-Hulk № 1. Останнім випуском Ден Слотта є № 21; Слотт написав більшість сольних випусків Жінки-Галк. Пітер Девід став новим письменником з № 22. Marvel Comics оголосила, що № 38 (лютий 2009) буде останній випуск серії. Пітер Девід заявив, що продаж коміксу не постраждав через невідповідність між його і серією Джефа Лоеба Hulk, викликаного редакційною помилкою:

"Я навіть не знав, що вона буде в Галку. Якби я знав, я, мабуть, зробив би все по-іншому. Як це було, там були тисячі читачів, які не говорили, "Ну й справи, вони зображують її неправильно в «Галку». Натомість вони кажуть: «Чому ми повинні дбати про подорож героїні до її власної серії, коли вона, очевидно, виявила ворожість по відношенню до Старка в „Галку“„?“»
Оригінальний текст (англ.)
I didn't even know she WAS going to be in Hulk. Had I known, I probably would have done things differently. As it was, there were thousands of readers who were not saying, "Gee, they're portraying her wrong in "Hulk." Instead they were saying, "Why should we care about her hero's journey in her own title when she's obviously gotten over her hostility toward Stark over in Hulk?"

Жінка-Галк брала участь у FF Метта Фракшена та Майка Оллреда, серії яка дебютувала у листопаді 2012 року.
Серія-онгоінг She-Hulk, написана Чарльзом Соулом та намальована Хав'єром Пулідо, дебютувала у 2014 році. У жовтні 2014 року з'ясувалося, що серія, в якій персонаж зіткнулася з Меттом Мердоком у суді, завершиться випуском № 12.
З травня 2015 року Жінка-Галк з'явилася як одна з головних героїнь в A-Force, команди з жінок Месників, написаної Дж. Віллоу Вілсоном, Маргаритою Беннетт та Хорхе Моліною під час кросовера Marvel's Secret Wars.
Жінка-Галк грає головну роль у коміксі під назвою Hulk, починаючи з грудня 2016 року. Ця серія покаже, як вона справляється з душевною травмою через смерть її кузена та тілесні травми, отримані від рук Таноса, як наслідки Другої Громадянської війни. Вона буде сірого кольору подібно до інкарнації Галка «Джо Фікситу», і в ній будуть великі відмінності в порівнянні з попередніми безтурботними пригодами.

## Вигадана біографія
Двоюрідна сестра Брюса Баннера адвокат Дженніфер Волтерс була дочкою шерифа Морріс Волтерса. Агент Миколи Траска, кримінального боса, чиї шляхи перетнулися з її батьком, вистрілив і тяжко поранив її, коли Брюс був у місті. Брюс зробив їй переливання крові, оскільки він міг стати донором; через радіоактивну кров Дженніфер мутувала, як це було з її двоюрідним братом, і перетворилася на Жінку-Галк.
Незважаючи на те, що Дженніфер спочатку, перебуваючи у формі Жінки-Галка, була дикою, вона врешті-решт отримала той самий інтелект, що був у її нормальній людській формі. Протягом тривалого часу вона почувалася комфортніше у вигляді Жінки-Галк, ніж у формі Дженніфер Волтерс. Але з часом вона зрозуміла, що може багато чого запропонувати світові в обох формах. Після короткої сольної кар'єри, вона приєдналася до Месників і тимчасово заміняла Істоту у Фантастичній четвірці.
Під час свого перебування у Фантастичній Четвірці, Жінка-Галк запобігла витоку випромінювання в збитому Гелікаррієрі, авіаносці організації Щ. И. Т. Через це опромінення Дженніфер мутувала настільки, що довго не могла більше перетворюватися назад на людину. Але це був приємний поворот подій для неї, тому що вона в будь-якому випадку віддавала перевагу формі Жінки-Галка. Пізніше було встановлено, що генетичний блок насправді був суто психологічним і виявився тимчасовим.
Після Фантастичної Четвірки, Жінка-Галк повернулася до Месників. Надаючи юридичні послуги для Героїв за наймом, вона також взяла участь у кількох пригодах і провела деякий час з Люком Кейджем. Пізніше Жінка-Галк недовго була членом команди героїв під назвою Фантастична сила.
Дженніфер нині працює адвокатом у підрозділі супергероїчного права нью-йоркської юридичної фірми «Гудман, Лібер, Курцберг та Голлівей». Тепер, отримавши знову можливість змінювати свої форми за бажанням, Дженніфер відкриває для себе те, що вона іноді має зовсім різні погляди та думки перебуваючи у різних формах, наприклад, як Жінка-Галк вона публічно виступила на підтримку Акту про реєстрацію супер людей, але як Дженніфер Волтерс вона розуміє думки тих, хто виступив проти Акту.

## Сили та здібності
Як і її кузен, Жінка-Галк має надлюдську силу, що також збільшується під час страху і гніву, вона є однією з найфізично сильніших жінок у Всесвіті Marvel. Так само вона має надлюдську швидкість, спритність, витривалість і рефлекси.
Тіло Жінки-Галк є надміцним і майже не сприйнятливим до фізичних навантажень та болю. Її шкіра витримує перепади температури, а також напруги, отримані від колотих і рваних ран. Вона має імунітет до всіх земних хвороб, а також зцілюючий фактор, який дозволяє повністю відновитися протягом декількох хвилин.
Жінка-Галк навчалася рукопашного бою у Капітана Америки і є сильним бійцем навіть у людській формі. Також Дженніфер є кваліфікованим та досвідченим адвокатом.

## Руйнування четвертої стіни
Жінка-Галк періодично ламає четверту стіну та спілкується з читачем та оповідачем. Іноді художники використовують ламання четвертої стіни при малюванні обкладинок для коміксів.

## Альтернативні версії

### Earth-Charnel
Жінка-Галк показана як одна з останніх месників, що борються з сутністю на ім'я Чарнел. Він мучив Землю 2020 протягом десятиліть; Дженніфер провела два роки у партнерстві з Носорогом, у результаті була вбита в бою під час поразки Чарнелом.

### Earth X
У серії Earth X Дженніфер була вбита істотою, одержимою Гідрою; в результаті істота стає Королевою Гідрою.

### Недосконале майбутнє
В альтернативному майбутньому, створеному Маестро, Дженніфер називає себе Шалком, її партнером є Огида ; вони поєднують сили для боротьби з Маестро, але постійно програють.

### Marvel Her-oes
Підліткова версія Жінки-Галк з'являється як один з головних героїв у Marvel Her-oes, серії All-Age, написаній Грейс Рендольф. У цій реальності вона є найкращою подругою Джанет ван Дайн і не знає, що має надсилу

### Зомбі Marvel
У всесвіті Marvel Zombies Жінка-Галк показана вже зомбованою виходом з особняка Месників. Вона пізніше показана стримуваною Істотою після поїдання Франкліна та Валерії Річардс. Невидима Леді створила силове поле у її голові, тим самим вбивши її та знищивши її зомбоване тіло.

### Ultimate Marvel
Волтерс працює на Щ. И. Т. для дослідження та розробки суперсолдат. Чи пов'язана доктор Волтерс з Беннером, вказано не було, але точно відомо, що він має кузина на ім'я Дженніфер.
Жінкою-Галк у цій реальності є Бетті Росс.

### Старий Логан
Насправді Old Man Logan Жінка-Галк і гамма-перевантажений Галк мали кровозмішувальні стосунки, у яких народилися надсильні, але тупі істоти, звані Бандою Галка.
Було так само показано, що Жінка-Галк допомагала Шибайголові та Місячному лицарю у боротьбі з Чарівницею та Електро в Манхеттені і була вбита під час битви

### Гвен-павук
Насправді Spider-Gwen Жінка-Галк — знаменитий борець, яка прийшла до середньої школи Гвен та кинула виклик глядачам на боротьбу. Вона запропонувала пожертвувати гроші на благодійність, якщо програє. Гвен була готова битися з нею під час свого першого тижня як Жінки-павука, але відволіклася, коли грабіжник погрожував Бену Паркеру. Поки Бен та Гвен займалися грабіжником, Жінка-Галк дозволила Мері Джейнс перемогти себе для можливості пожертвувати гроші на благодійність.

## Поза коміксами

### Фільм
- Фільм про Жінку-Галк планували зняти на початку 1990-х років. Режисером та сценаристом мав стати Ларрі Коен[29]. Через десять місяців було оголошено, що роль супергероїні зіграє Бриджит Нільсен, яка встигла знятися в образі персонажа для фотографій[30]. Роботу над фільмом було зупинено.

### Телебачення
- Жінка-Галк з'явилася у мультсеріалі «Неймовірний Галк», де була озвучена Вікторією Керрол.
- У мультсеріалі «Фантастична четвірка» 1994 року Жінка-Галк з'являється як камео як член месників у серії «Битва з живою планетою».
- У мультсеріалі «Неймовірний Галк» 1996 року кузина Брюса Беннера Дженніфер Волтерс була важко поранена, коли Доктор Дум намагався захопити Галка. Брюс змушений був перелити їй свою кров. В результаті вона стала Жінкою-Галком. У мультсеріалі завжди була у стані Галка, ставши людиною лише в одній серії. Стала об'єктом кохання Горгульї та найкращою подругою Бетті Росс. У першому сезоні її озвучила Ліза Зейн, у другому — Крі Саммер.
- Дженніфер Волтерс, озвучена Стефані Бріллон, з'являється в серії «The Cure» мультсеріалу «Фантастична четвірка: Великі герої світу», де тимчасово заміняє у Фантастичній четвірці місце зціленого Бена Грімма (Істота), але потім залишає її з першою, сказавши, що Фантастична четвірка, це не команда, а сім'я Після цього Бен вирішує прийняти назад вигляд Істоти.
- У комедійному мультсеріалі The Super Hero Squad Show Жінку-Галк озвучила Каті Сакхофф.
- Жінка-Галк, озвучена Елайзою Душку, є однією з головних героїв мультсеріалу «Галк та агенти У. Д. А. Р.».
- Жінка-Галк, яку знову озвучила Елайза Душку, з'являється у серіях «Битва чемпіонів. Частина 3 та Частина 4» мультсеріалу «Досконала Людина-павук».
- Жінка-Галк з'явилася у камео у мультфільмі «Пригоди Супергероїв: Морозний Бій / Marvel Super Hero Adventures: Frost Fight!».

### Кінематографічний всесвіт Marvel
- Жінка-Галк є головною героїнею однойменного серіалу на каналі Disney+.[31] Її роль виконує Тетяна Маслані.

### Відеоігри
- Жінка-Галк є грабельним персонажем у грі 1997 Fantastic Four.
- Двійники Жінки-Галк з'являються як противники у грі Marvel Super Heroes: War of the Gems[32].
- Жінка-Галк, озвучена Алісією Коппола, з'являється у грі Marvel: Ultimate Alliance 2. Вона є міні-босом для гравців, які грають за противників Акту реєстрації. Вона також є грабельним персонажем у версія для Nintendo DS[33].
- Крі Саммер озвучила Жінку-Халк у грі Marvel Super Hero Squad: The Infinity Gauntlet.
- Жінка-Халк з'являється у файтингу-кроссовері Marvel vs. Capcom 3: Fate of Two Worlds, де її озвучила Марія Каналз Баррера[34].
- Жінка-Галк, озвучена Грей ДеЛайзл, є грабельним персонажем у Marvel Super Hero Squad Online[35].
- Мері Фейбер озвучила Жінку-Галк у масовій розрахованій на багато користувачів рольової онлайн-грі Marvel Heroes[36].
- Жінка-Галк є грабельним персонажем у Lego Marvel Super Heroes[37], де її озвучила Тара Стронг[38].
- З'явилася у грі Lego Marvel Super Heroes 2 як Месник та близький друг Людини-павука, Міс Марвел та Галка. Також з'явилася в Lego Marvel's Avengers.

## Критика та відгуки
- She-Hulk посіла 18-е місце в рейтингу найвидатніших персонажів коміксів Marvel за версією Comic Book Resources у 2015 році[39]. Той самий сайт згадувався в епілозі персонажів Guide to 15 феміністським коміксам[en] Field Guide to Fifteen Feminist Comics[40].
- Зв'язок з фемінізмом героїні приписували й інші джерела[41][42][43], включаючи The Washington Post[44] і The Guardian[45].
- У травні 2011 року, Жінка-Галк посіла 88-е місце у списку 100 найкращих героїв коміксів за версією IGN. Автори відзначили, що багато героїв придбали жінок-послідовниць протягом багатьох років, але мало хто з цих дам так уміло уникнув тіні своїх однофамільців як Жінка-Галк. Також вони відзначили, що дуже чекають, коли Дженніфер приєднається до свого двоюрідного брата на великих екранах[46]. Також вона отримала 18-е місце у списку 50 найкращих месників[47].
- Супергероїня посіла 104-е місце у списку найбільших персонажів коміксів за версією журналу Wizard[48].
- Дженніфер отримала 11-е місце у списку 100 найсексуальніших героїнь коміксів за версією Comics Buyer's Guide[en][49].
- Вона визнана однією із найкращих персонажів індустрії розваг за версією UGO Networks[en]. Автори вказали таку характеристику: «Якщо, вона довела те, що має триваліший термін придатності, ніж Жінка-павук (яка аж ніяк не дешевий маркетинговий прийом)»[50].